# Mijaíl Díterijs
Mijaíl Konstantínovich Díterijs (en ruso: Михаи́л Константи́нович Ди́терихс; 17 de mayo de 1874, San Petersburgo-9 de septiembre de 1937) fue un general del Ejército Imperial Ruso y después una figura clave del Movimiento Blanco monárquico en Siberia durante la guerra civil rusa.
Díterijs se decía que era «una persona profundamente religiosa, las paredes de cuyo vagón de tren privado estaban cubiertas de iconos» y creía que «estaba librando una guerra santa contra los paganos bolcheviques».

## Biografía
Díterijs era el hijo de Konstantín Aleksándrovich Díterijs, quien sirvió como general del Ejército Imperial Ruso en el Cáucaso, y de Olga Iósifovna Musnítskaya, una noble rusa. Su familia era de origen germano bohemio; su bisabuelo Johann Gottfried Dieterichs se trasladó de Wolfenbüttel a Waiwara (ahora Vaivara) en Estonia durante el siglo XVIII. En 1900, Díterijs se graduó en el Cuerpo de Pajes y fue destinado a la 2.ª Brigada de Artillería de la Guardia Imperial. En 1900, se graduó en la Academia Militar Nikoláievski de San Petersburgo. Entre 1900 y 1903, sirvió en varios puestos del estado mayor en el Distrito Militar de Moscú. En 1903, fue nombrado comandante de escuadrón en el 3.er Regimiento de Dragones.
Con el inicio de la guerra ruso-japonesa en 1904, Díterijs se convirtió en oficial jefe de servicios especiales en el cuartel general del 17.º Cuerpo de Ejército. Llegó al frente de Manchuria en agosto de 1904, y participó en las batallas de Liaoyang, Shaho y Mukden. Para el final de la guerra, era teniente. Retornó a Moscú tras el fin de la guerra y en 1906 era oficial jefe para servicios especiales en el cuartel general del 7.º Cuerpo de Ejército. Al año siguiente, estuvo en el mismo puesto en el cuartel general del Distrito Militar de Kiev. Fue promovido a coronel en 1909. En 1910, sirvió como ayudante principal del cuartel general del Distrito Militar de Kiev. A partir de 1913, Díterijs fue jefe del Departamento de Movilización del Directorio Principal del Estado Mayor General.
Con el inicio de la I Guerra Mundial, Díterijs fue nombrado jefe de Estado Mayor del Tercer Ejército Ruso en el frente suroccidental a las órdenes del general Alekséi Brusílov, a quien ayudó a planificar la Ofensiva Brusilov de agosto de 1916. En septiembre del mismo año, mandó la fuerza expedicionaria rusa en Tesalónica en el frente macedonio en apoyo del Ejército serbio.
Tras la Revolución de Febrero, Díterijs fue llamado a Rusia. En agosto de 1917, el Gobierno provisional ruso le ofreció el puesto de ministro de Guerra, que rechazó. El 3 de noviembre de 1917, Díterijs fue ascendido a jefe de Estado Mayor del cuartel general (Stavka) del Ejército ruso, y logró escapar del arresto durante la revolución bolchevique. Escapó a Kiev y después se trasladó a Siberia, donde la Legión Checoslovaca le ofreció el puesto de jefe de Estado Mayor y comandante del regimiento de tiradores, ofrecimiento que respaldó T. G. Masaryk. Ayudó a la Legión Checa a organizar su primera resistencia en mayo de 1918, y mandó su grupo armado de Irkutsk-Chita-Vladivostok.
El almirante Kolchak ordenó a Díterijs que arrestara el Directorio de Ufá, pero el general retrasó el cumplir la orden. Después de unos pocos días, el 26 de noviembre de 1918, finalmente obedeció la orden de Kolchak y simultáneamente dimitió de la Legión Checa después de un periodo de tensas relaciones.
Entre enero y julio de 1919, supervisó personalmente la investigación de Nikolái Sokolov sobre el asesinato del zar Nicolás II. Después publicó un libro sobre este asunto, cuando ya vivía en el extranjero. Según su visión antisemita, intentó presentar la ejecución como un asesinato ritual organizado por judíos.
Tomó el mando del Ejército siberiano del almirante Kolchak en julio de 1919. Participó en la creación de varias milicias paramilitares en apoyo del movimiento blanco y de la Iglesia ortodoxa rusa y en contra de los bolcheviques. En septiembre de 1919, mandó la última ofensiva efectiva del almirante Kolchak contra el Ejército Rojo, la Operación Tobolsk. Sin embargo, en diciembre de 1919, dimitió tras una amarga disputa con Kolchak y emigró a Harbin, en Manchuria.
Periódicamente Díterijs figuró en las negociaciones entre el Gobierno Provisional de Priamurye y las demás fuerzas blancas. El 8 de junio de 1922, retomó el control del Ejército de Verzhbitski, así como la administración civil. Fijó su centro de operaciones en el Krai de Amur, desde donde reorganizó el ejército y la administración civil, como el general Piotr Wrangel había hecho en Crimea dos años antes. Tomando un enfoque práctico, Díterijs trató de ganarse el favor de la población local para la causa, llamando a su batalla a una cruzada religiosa contra el bolchevismo. También intentó, en vano, convencer a los japoneses para que no le privasen de su ayuda militar. 
Díterijs fundó el último Zemsky Sobor en suelo ruso el 23 de julio de 1922. El 8 de agosto de 1922, el sobor declaró que el trono de Rusia pertenecía a la Casa de Románov en la persona del gran duque Nikolái Nikoláievich Románov. También nombró a Díterijs presidente del Gobierno provisional de Priamurye —al que denominó, en términos arcaicos, Zémskaya Rat— y de sus fuerzas armadas. El 25 de octubre de 1922, los bolcheviques derrotaron al ejército de Díterijs, que hubo de evacuar sus fuerzas de Vladivostok y marchar a China y Corea empleando embarcaciones japonesas. 
Después de mayo de 1923, Díterijs se trasladó de un campo de refugiados militares a Harbin, donde muchos emigrados blancos se establecieron. Se convirtió en jefe del capítulo del Extremo Oriente de la organización Unión Militar Rusa. Díterijs murió en Shanghái en 1937, donde fue enterrado.

## Honores
- Orden de San Estanislao 3.er grado, 1902
- Orden de Santa Ana 3.er grado con espadas y lazo, 1904 (Batalla de Liaoyang)
- Orden de San Vladimir, 4.º grado con espadas y lazo, 1906
- Orden de San Estanislao 2.º grado con espadas, 1905 (Batalla de Mukden)
- Orden de Santa Ana 2.º grado con espadas, 1905
- Orden de San Estanislao 1.er grado con espadas, 1915
- Orden del Águila Blanca 2.ª Clase con Espadas, 1916 (Serbia)
- Cruz de Guerra, 1916 (Francia)
- Orden de San Vladimir, 2.º grado con espadas, 1917
- Legión de Honor, Cruz de Oficial, 1917 (Francia)
- Orden del Halcón, División Militar con Espadas, 1919 (Checoslovaquia)[8]